# Cymodoce amplifrons
Cymodoce amplifrons är en kräftdjursart som först beskrevs av Stebbing 1902.  Cymodoce amplifrons ingår i släktet Cymodoce och familjen klotkräftor. Inga underarter finns listade i Catalogue of Life.